# Saint-Hilaire-le-Château
Saint-Hilaire-le-Château – miejscowość i gmina we Francji, w regionie Nowa Akwitania, w departamencie Creuse.
Według danych na rok 1990 gminę zamieszkiwało 296 osób, a gęstość zaludnienia wynosiła 15 osób/km² (wśród 747 gmin Limousin Saint-Hilaire-le-Château plasuje się na 358. miejscu pod względem liczby ludności, natomiast pod względem powierzchni na miejscu 347.).